# Marunada
Marunada je gastronomska manifestacija koja se od 1973. godine održava u Lovranu. Počinje sredinom listopada, a sljedećih se vikenda održava u selima iznad Lovrana, Lignju i Dobreću.

## Povijest
Marun je tijekom povijesti prehranjivao generacije Lovranaca. Prostrani voćnjaci maruna protežu se cijelim lovranskim zaleđem.
Marunada je u početku bila mala lokalna fešta na kojoj su sudjelovale skupine hrvatskih gostiju iz drugih gradova, a glavninu programa činila su djeca iz lovranske osnovne škole. Uz berbu maruna, održavala se utrka magaraca, a djeca su besplatno dijelila pečene marune i domaće slastice. 
O nazivu manifestacije ispričao je prema sjećanju iz mlađih dana doajen lovranskog hotelijerstva Jerko Bumbak. Direktor marketinga na HTV-u Marko Limov predložio je naziv Marunada po uzoru na postojeće manifestacije kao što su kulinijade ili vinijade, koji su organizatori Marunade i prihvatili.

## Događanja
Tijekom manifestacije pripremaju se slastice, kolači i ostala jela od maruna i kestena pripremana po starim domaćim receptima. Uz pečene marune nudi se i rakija medica (domaća rakija na bazi meda). Pučka je fešta vezana uz berbu maruna i kestena u šumama Lovranštine. Glavna se priredba održava u Lovranu na trgu Brajdice uz cjelodnevni folklorni program, nastup puhačkih orkestara i glazbeni program.
Program se Marunade sastoji i od športskog programa (trekking utrka, mountain trek, planinarski pohod na Učku, brdsko biciklistička tura od Lovrana, Lignja, Dobreća do Lovranske Drage, jedinog naseljenog mjesta na području Lovranštine koje se nalazi u
Parku prirode Učka) kojim se popularizira Park prirode Učka i mogućnosti koje Park pruža.
Za vrijeme održavanja manifestacije, hoteli, slastičarne, konobe i restorani nude kolače, slastice, torte i izvorna domaća jela. 